# Sertularella undulitheca
Sertularella undulitheca är en nässeldjursart som beskrevs av Vervoort 1959. Sertularella undulitheca ingår i släktet Sertularella och familjen Sertulariidae. Inga underarter finns listade i Catalogue of Life.